# Dubbo City Regional Airport
Dubbo City Regional Airport är en flygplats i Australien. Den ligger i kommunen Dubbo och delstaten New South Wales, i den sydöstra delen av landet, omkring 310 kilometer nordväst om delstatshuvudstaden Sydney. Dubbo ligger 284 meter över havet.

## Historik
Flygplan började att landa i Dubbo redan på 1920-talet, men det var först 1935 som mark inköptes för en officiell flygplats.

## Omgivningen
Närmaste större samhälle är Dubbo, nära Dubbo Airport. Trakten runt Dubbo består till största delen av jordbruksmark. Runt Dubbo är det glesbefolkat, med 12 invånare per kvadratkilometer. Genomsnittlig årsnederbörd är 702 millimeter. Den regnigaste månaden är februari, med i genomsnitt 121 mm nederbörd, och den torraste är oktober, med 12 mm nederbörd.